# 奥久登
奥 久登（おく ひさと、1881年4月22日 - 1974年8月18日）は、日本の政治家。衆議院議員（1期）。位階は正五位。勲等は勲三等瑞宝章。

## 経歴
広島県出身。1902年広島県立師範学校（現・広島大学教育学部）卒。小学校訓導兼校長、坂水産補習学校長、郡及び県視学、広島県商工水産、農務各課長、広島市助役、広島県教育委員長となる。また県信用購買販売利用組合連合会長、全国購買販売連合会理事、広島信用金庫理事長、相談役、県統計協会会長を務める。
1924年3月5日、高田郡長となり、1926年6月30日の郡役所廃止まで在任した。
1942年の第21回衆議院議員総選挙では広島1区(当時)から翼賛政治体制協議会の推薦を受けて当選する。戦後は日本進歩党に入ったが、推薦議員のため公職追放となった。1951年追放解除。1974年死去。